# Opius vittatus
Opius vittatus är en stekelart som beskrevs av Shestakov 1940. Opius vittatus ingår i släktet Opius och familjen bracksteklar. Inga underarter finns listade i Catalogue of Life.